# I-123 (sous-marin)
Le sous-marin japonais I-123  (イ-123) est un submersible de la marine impériale japonaise de la classe I-121 (伊百二十一型潜水艦, I-hyaku-ni-jū-ichi-gata sensuikan) ou type Kiraisen (機雷潜型潜水艦, Kiraisen-gata sensuikan) en service durant la Seconde Guerre mondiale.
Durant ce dernier conflit, il a mené des opérations de soutien à l'invasion japonaise des Philippines, à la bataille de Midway, à la campagne de Guadalcanal et à la bataille des Salomon orientales. Il a été coulé en 1942.
Après avoir été renuméroté I-123 en 1938, le numéro I-23 a été attribué à un sous-marin ultérieur qui a également servi pendant la Seconde Guerre mondiale.

## Conception
Les quatre sous-marins de la classe I-121 – I-21, I-22, I-23 et I-24, renommés respectivement I-121, I-122, 'I-123'et I-124 le 1er juin 1938,,, - étaient les seuls sous-marins mouilleur de mines de la marine impériale japonaise. Leur conception était basée sur celle du sous-marin mouilleur de mines U-125 de la marine impériale allemande, un sous-marin de type UE II qui était le plus grand des sept sous-marins allemands transférés à l'empire du Japon en tant qu'indemnité de guerre après la Première Guerre mondiale et qui a servi dans la marine impériale japonaise sous le nom de O-6 de 1920 à 1921. Comme le UB-125, les sous-marins de type Kiraisen étaient équipés de deux moteurs diesel d'une puissance combinée de 2 400 chevaux (1 790 kW), pouvaient transporter 42 mines, et possédaient quatre tubes lance-torpilles et un canon de pont unique de 140 mm sur les sous-marins japonais par opposition à un canon de 150 mm sur l'UB-125. Par rapport au sous-marin allemand, ils étaient plus grands - 3 m de plus, et déplaçaient 220 tonnes de plus en surface et 300 tonnes de plus en immersion - et avaient une plus grande portée en surface - 970 milles nautiques (1 800 km) plus loin à 8 noeuds (15 km/h) et immergée - 5 milles nautiques (9,3 km) plus loin à 4,5 nœuds (8,3 km/h). Ils étaient 0,2 nœud (0,37 km/h) plus lent que le UB-125, à la fois en surface et en immersion, transportaient deux torpilles de moins et ne pouvaient plonger qu'à 61 m (200 pieds), contre 76 m (250 pieds) pour le UB-125.

## Construction et mise en service
Commandé sous le nom de sous-marin n° 50, le I-123 est construit par le chantier naval Kawasaki à Kobe, au Japon, et mis sur cale le 12 juin 1925 sous le nom de sous-marin I-23. Il a été lancé le 19 mars 1927 et a été achevé et mis en service le 28 avril 1928.Il est commissionné le 28 avril 1928.

## Histoire du service

### Début de service
Lors de sa mise en service, le I-23 a été affecté au district naval de Yokosuka. Le 25 mai 1935, après que son navire-jumeau (sister ship), le I-24, eut subi des dommages à ses ballasts principaux alors que le I-23 et le I-24 effectuaient des essais de plongée en profondeur, le I-23 a été mis hors service le 25 novembre 1935 pour que ses ballasts principaux soient renforcés. En 1936, la profondeur de plongée prévue des quatre sous-marins de sa classe a été limitée à 55 m.

### Deuxième guerre sino-japonaise
Le 7 juillet 1937 a eu lieu le premier jour de l'incident du pont Marco-Polo, qui a marqué le début de la seconde guerre sino-japonaise. En septembre 1937, la 9e division de sous-marins, composée du I-23 et de son navire-jumeau le I-24, s'est installée sur une base à Tsingtao, en Chine, et a commencé à opérer dans les eaux du nord de la Chine dans le cadre d'un blocus japonais de la Chine. En décembre 1937, le croiseur léger Kuma est arrivé à Tsingtao pour servir de navire amiral du 3e escadron de sous-marins, qui comprenait la 13e division de sous-marins (composée du I-21 et du I-22) ainsi que la 9e division de sous-marins (I-23 et I-24).
Le 1er juin 1938, le I-23 est renuméroté I-123, libérant ainsi son ancien numéro pour le nouveau sous-marin I-23, dont la quille a été posée cette année-là. Dans un effort pour réduire les tensions internationales liées au conflit en Chine, le Japon a retiré ses sous-marins des eaux chinoises en décembre 1938, et le I-123 est retourné au Japon.

### 1939–1941
Au milieu de l'année 1940, le I-123 et ses trois navires-jumeaux - qui, comme lui, avaient été renumérotés le 1er juin 1938, le I-21 devenant le I-121, le I-22 devenant le I-122 et le I-24 devenant le I-124 - ont été transformés en sous-marins ravitailleurs. Conservant leurs capacités de pose de mines et de torpilles, ils ont été modifiés pour que chacun d'entre eux puisse transporter 15 tonnes d'essence d'aviation avec lesquelles il est possible de ravitailler les hydravions, ce qui permet aux hydravions d'étendre leur rayon d'action lors des missions de reconnaissance et de bombardement en allant à la rencontre des sous-marins dans les ports et les lagunes pour obtenir plus de carburant.
Le 1er mai 1941, le I-123 était basé à Kure et sa division, la 9e division de sous-marins, était subordonnée au 6e escadron de sous-marins, qui à son tour relevait de la 6e Flotte. Il devint le navire amiral de la 9e division de sous-marins le 2 août 1941. En novembre 1941, alors que la marine impériale japonaise commençait à se déployer en prévision du conflit imminent dans le Pacifique, le 3e escadron de sous-marins faisait partie de la 3e Flotte, et au cours de ce mois, la I-123 est passée du Japon à Samah sur l'île Hainan en Chine.

### Seconde Guerre mondiale

#### Première patrouille de guerre
Le 1er décembre 1941, le I-123 quitte Samah avec le I-124 pour commencer ce qui deviendra sa première patrouille de guerre. Attachés à la Force de prise des Philippines, les deux sous-marins se dirigent vers les Philippines pour y soutenir l'invasion japonaise imminente. En mer, le 2 décembre 1941, le I-123 reçut le message "Escaladez le mont Niitaka 1208" (en japonais : Niitakayama nobore 1208) de la flotte combinée, indiquant que la guerre avec les Alliés commencerait le 8 décembre 1941, heure du Japon (7 décembre 1941 de l'autre côté de la ligne internationale de changement de date à Hawaii, où la guerre commencerait avec l'attaque du Japon sur Pearl Harbor).
Le 6 décembre 1941, à 4h20, le I-123 subit une défaillance de l'avant-plan qui l'empêche de plonger pour le reste de sa patrouille. Il pose néanmoins quarante mines de type 88 Mark 1 dans le détroit de Balabac le 7 décembre 1941, puis se dirige vers la baie de Cam Ranh en Indochine française occupée par les Japonais pour y être réparé. Le 8 décembre 1941, le sous-marin était encore en route lorsque la Seconde Guerre mondiale commença en Asie de l'Est, mais il arriva sain et sauf dans la baie de Cam Ranh le 9 décembre 1941, effectuant sa première patrouille de guerre.
Il est possible que le champ de mines du I-123 posé dans le détroit de Balabac ait coulé le sous-marin USS Flier (SS-250) de l'US Navy (la marine américaine) le 13 août 1944.

#### Seconde patrouille de guerre
Ses avant-plans étant de nouveau fonctionnels, le I-123 quitta la baie de Cam Ranh le 15 décembre 1941 pour commencer sa deuxième patrouille de guerre, à destination de la mer de Java. Le 18 décembre 1941, à 20h53, il attaqua sans succès un transport allié dans la mer des Célèbes. Le 22 décembre 1941, il signala avoir aperçu deux porte-avions dans la mer de Java. Réaffecté avec les I-121, I-122 et I-124 au groupe de sous-marins "A" le 26 décembre 1941, le I-123 a terminé sa patrouille le 31 décembre 1941 à son arrivée à Davao, nouvellement capturée, sur l'île Mindanao aux Philippines, où il a rencontré les I-121, I-124 et le ravitailleur de sous-marins Chōgei.

#### Troisième patrouille de guerre
Le I-123 quitta Davao le 10 janvier 1942 pour entamer sa troisième patrouille de guerre, à destination de la zone du golfe de Beagle et du golfe de Van Diemen, au large de la côte nord de l'Australie. Il arriva à l'entrée ouest du détroit de Clarence, au large du Territoire du Nord de l'Australie, le 18 janvier 1942. Il se trouvait dans le golfe de Beagle, à 40 milles nautiques (74 km) à l'ouest de Darwin, en Australie, le matin du 20 janvier 1942, lorsqu'il aperçut le pétrolier USS Trinity (AO-13) de la marine américaine se dirigeant vers Darwin, escorté par les destroyers USS Alden (DD-211) et USS Edsall (DD-219). Identifiant à tort le Trinity comme un transport, le I-123 a tiré quatre torpilles Type 89 sur le Trinity à la position géographique de 12° 05′ 30″ S, 130° 05′ 36″ E après 5h20. L'homme d'écoute à bord du I-123 a rapporté avoir entendu une torpille toucher le Trinity, mais en fait les quatre torpilles ont été manquées, bien que le Trinity en ait aperçu trois et ait signalé l'attaque. Le Alden mena une brève attaque de grenades sous-marines à 5h41 avant de perdre le contact sonore sur le I-123, qui s'en sortit indemne. Ce soir-là, après 20h46, le I-123 posa 30 mines dans le détroit de Dundas, au large du cap Don, sur la péninsule de Cobourg, dans le Territoire du Nord. Il retourna ensuite à Davao, où il termina sa patrouille par son arrivée le 3 février 1942.

#### Quatrième patrouille de guerre
Après le réapprovisionnement et les réparations par le Chōgei, le I-123 a pris la mer de Davao le 19 février 1942 pour commencer sa quatrième patrouille de guerre, chargée de poser des mines dans le détroit de Torres entre la Nouvelle-Guinée et l'Australie. Il y est arrivé le 25 février 1942, en remplacement du I-122, qui avait quitté la zone pour rejoindre le Chōgei pour le réapprovisionnement à Staring Bay sur la côte des Célèbes. Cette nuit-là, le I-123 posa 40 mines à 80 milles nautiques (150 km) à l'ouest de l'île Booby. Sa patrouille se déroula sans incident et se termina par son arrivée à Staring Bay, où il fit une pause du 9 au 14 mars 1942 avant de se rendre à Yokosuka. Arrivée à Yokosuka le 25 mars 1942, il commença une révision et des réparations.

#### Opération Midway
Une fois sa révision terminée, le I-123 quitta Yokosuka pour Kwajalein le 7 mai 1942, se déployant pour participer à l'opération Mi, l'invasion japonaise prévue de l'atoll de Midway. Il s'arrêta à Kwajalein du 17 au 19 mai 1942, puis reprit la route pour soutenir une phase préliminaire de l'opération Midway, l'opération K-2, qui consistait à faire appel aux I-121 et I-123 pour ravitailler deux hydravions Kawanishi H8K (nom de code allié "Emily") sur le banc de sable de la Frégate française, dans les îles hawaïennes du nord-ouest, afin que les deux appareils puissent effectuer un vol de reconnaissance au-dessus de Pearl Harbor, tandis que le I-122 patrouillait au sud de Pearl Harbor pour sauver les équipages des avions s'ils étaient abattus et que le sous-marin I-171 opérait à l'est du banc de sable de la Frégate française pour fournir une balise radio aux avions. L'hydravion devait arriver sur le banc de sable de la Frégate française le 30 mai 1942 et effectuer son vol à Pearl Harbor le 31 mai, mais lorsque le I-123 est arrivé au banc de sable de la Frégate française le 29 mai 1942, il a trouvé les transports d'hydravions de l'US Navy USS Ballard (AVD-10) et USS Thornton (AVD-11) y exploitant déjà des hydravions,. Il a communiqué par radio la nouvelle de cette observation après avoir fait surface cette nuit-là, et le vol de reconnaissance a été reporté d'un jour. Lorsque le I-123 observa à nouveau le banc de sable de la Frégate française le 31 mai, il trouva les navires américains encore sur place et remarqua que des hydravions de la marine américaine avaient atterri dans le lagon, et cette nouvelle amena les Japonais à conclure que la marine américaine utilisait l'atoll comme base. Les Japonais décidèrent d'annuler entièrement les vols de reconnaissance,.
Leur mission de soutien aux hydravions ayant été annulée, les I-121, I-122 et I-123 ont pris des postes de patrouille le 4 juin 1942 en soutien à l'invasion prévue de Midway. La bataille de Midway commença ce jour-là et se termina le 7 juin 1942 par une défaite japonaise décisive. Les Japonais annulèrent l'invasion de Midway. Le I-123 a conclu sa patrouille par son arrivée à Kwajalein en compagnie des I-121 et I-122 le 25 juin 1942. Il est ensuite retourné au Japon, arrivant à Yokosuka.

#### Cinquième patrouille de guerre
Pendant le séjour du I-123 à Yokosuka, la 13e division de sous-marins a été resubordonnée au 7e escadron de sous-marins de la 8e Flotte le 14 juillet 1942. Le 26 juillet 1942, il a quitté Yokosuka pour prendre ses nouvelles fonctions et est arrivé à Truk le 2 août 1942.
Alors que le I-123 était à Truk, la campagne de Guadalcanal commença le 7 août 1942 avec des débarquements amphibies américains à Guadalcanal, Tulagi, les îles Florida, Gavutu et Tanambogo dans le sud-est des îles Salomon. Ce jour-là, il quitta Truk pour commencer sa cinquième patrouille de guerre, avec l'ordre d'opérer au large du détroit Indispensable dans les îles Salomon. Mais après avoir pris la mer, il reçut l'ordre de se dérouter pour effectuer une reconnaissance des Lungga roads au large de la côte nord de Guadalcanal. Le 11 août 1942, il arriva au large de Lunga Point sur la côte nord de Guadalcanal. Il fit surface après 11 heures le 12 août 1942 à 640 mètres au large de Lungga Point et bombarda les positions de l'United States Marine Corps sur Guadalcanal, tirant 14 coups de canon depuis son canon de pont. Plus tard dans la journée, il reçut l'ordre de contacter les troupes de l'armée impériale japonaise à Taivu Point, plus à l'est le long de la côte nord de Guadalcanal. Il tenta de les contacter le 16 août 1942, mais ne trouva pas les troupes.
Le 24 août 1942, alors que commençait la bataille de deux jours des Salomon orientales, le I-123 reçut l'ordre de contacter une unité de garde-côtes de l'armée impériale japonaise sur la côte de l'île Florida.

#### Perte
Dans sa nouvelle zone de patrouille, le I-123 a été forcé de plonger par un hydravion allié à 1h25 le 29 août 1942. Il a rapporté la rencontre dans un message qu'il a transmis à 3h12. Les Japonais n'ont plus jamais eu de nouvelles de lui.
À 8h05, le contre-torpilleur USS Gamble (DM-15), qui se dirigeait vers Guadalcanal dans le cadre de la Task Force 62.2.4 (unité opérationnelle 62.2.4) de la marine américaine, a aperçu la tour de contrôle du I-123 alors qu'il était immergé à 60 milles nautiques (110 km) à l'est de l'île Savo. En utilisant un détecteur d'anomalie magnétique pour suivre la piste du I-123, le Gamble a mené plusieurs attaques de grenades sous-marines contre lui entre 08h44 et 11h47. Après la dernière attaque, le Gamble a traversé une grande nappe de pétrole et son équipage a observé une grande bulle d'air qui a brisé la surface. Le Gamble a ensuite récupéré des planches de pont brisées dans l'eau. Cela a marqué la fin du I-123, coulé à la position géographique de 9° 21′ S, 160° 43′ E.
Le sous-marin japonais Ro-34, qui patrouillait à l'ouest du I-123, a déclaré avoir entendu un certain nombre d'explosions provenant de l'emplacement du I-123 au moment de l'attaque du Gamble.
Le 1er septembre 1942, la marine impériale japonaise a officiellement déclaré le I-123 présumé perdu, les 71 membres d'équipage ne se trouvant pas à Guadalcanal.
Le 5 octobre 1942, le I-123 a été rayé de la liste de la marine.